# Supercoppa francese 2021 (pallavolo maschile)
La Supercoppa francese 2021, 10ª edizione della Supercoppa nazionale di pallavolo maschile, si è svolta il 2 ottobre 2021: al torneo hanno partecipato due squadre di club francesi e la vittoria finale è andata per la seconda volta consecutiva allo Chaumont.

## Regolamento
La formula ha previsto una gara unica.

## Squadre partecipanti
| Squadra  | Qualificazione             |
| -------- | -------------------------- |
| Cannes   | Vincitrice Ligue A 2020-21 |
| Chaumont | Finalista Ligue A 2020-21  |

## Torneo
| 2 ottobre 2021 Palestra, Chaumont Durata: 1h:48 - Spettatori: 1 451 | Cannes | 0 - 3 | Chaumont | 25-20, 27-25, 28-30 |